# Аппликационная школа в Варшаве
Аппликационная (Военно-прикладная) школа в Варшаве  (пол. Szkoła Wojskowa Aplikacyjna; от лат. applicātiō — прикладывание) — военно-учебное заведение Великого герцогства Варшавского в составе Королевства Саксония и Царства Польского в составе Российской империи, существовавшая в 1809—1812 и 1820—1830 годах. 

## История и контекст
Первое подобное учебное заведение было открыто в Варшаве в 1809 году когда она была столицей лояльного Наполеону Великого герцогства Варшавского. На момент открытия называлось Прикладная артиллерийская и инженерная школа  (пол. Szkoła Aplikacyjna Artylerii i Inżynierów; польск.) и готовила офицеров для польской армии Юзефа Понятовского. Большая часть этой армии в 1812 году принимала участие похода на Россию в виде 5-го (польского) армейского корпуса армии Наполеона. В России поляки понесли чудовищные потери. Вскоре после отступления из России Варшава была французами оставлена, а артиллерийская и инженерная школа — закрыта.
Среди выпускников школы первого периода были известные в дальнейшем военачальники: Игнатий Прондзинский, Войцех Хшановский и Юзеф Бем.
По решению Венского конгресса, Варшава была передана России и стала столицей Царства Польского в составе Российской империи. В первый период своей истории (1815—1831) Царство Польское пользовалось значительной автономией, и, в частности, имело особую армию, костяк которой составили польские офицеры и генералы армии Наполеона, принятые на русскую службу тем же чином.
Фактическим руководителем Царства Польского был великий князь Константин Павлович, по желанию которого в 1820 году учебное заведение было возрождено под названием Аппликационная школа.
В школу принимались только юноши, выходцы из польского дворянства (шляхты). В школу принимались как войсковые вольноопределяющиеся, так и лучшие по успехам в учёбе выпускники Калишского кадетского корпуса. Школа готовила офицеров для артиллерии, инженерных войск и интендантского ведомства Царства Польского. На практике, часть её выпускников становились также пехотными и кавалерийскими офицерами.
Школа занимала комплекс зданий Collegium Nobilium на улице Мёдовой в центре Варшавы (те же здания она занимала в 1809—1812 годах). Первоначально в школе обучалось 16 учеников, с 1821 года — 24. Первоначально 2-летний курс обучения был продлен сперва до 3 лет, а с 1829 года — до 4. Практически все ученики являлись католиками, хотя прямо это не оговаривалось.
Школа давала основательную подготовку общего характера по точным и естественным наукам, для чего приглашались профессора из Варшавского университета. Среди руководителей школы в период Царства Польского были её выпускники наполеоновского периода.
Директором школы был назначен Юзеф Совиньский, который потерял ногу, штурмуя позиции русских войск в Бородинском сражении. Инспектором классов и профессором фортификации был Клементий Колачковский, учившийся здесь же в 1809 году. Французскую словесность преподавал Николя Шопен, отец композитора. Начертательную геометрию преподавал Юзеф Кориот, физику — университетский профессор Юзеф Шкродский, химию — Ян Кржижановский. Закон божий и нравственность преподавал католический епископ Ян Гутковский, в ходе войны 1812 года — наполеоновский военный капеллан, с 1812 по 1815 год находившийся в России в качестве пленного.
Во время Польского восстания 1830—31 годов многие ученики и особенно преподаватели школы абсолютно неожиданно оказали поддержку повстанцам. Колачковский стал главным военным инженером повстанческой армии. Совиньский был заколот русскими солдатами в редуте, который оборонял. Кориот занимался рытьём окопов вокруг Варшавы, чтобы остановить наступление русских войск. В дальнейшем, однако, он был второй раз принят на русскую службу, где дослужился до генерал-лейтенанта. Гутковский действовал достаточно двусмысленно: повстанцев называл еретиками, но в 1840 году был арестован за поддержку восстания 1830 года, провёл в тюрьме два года, после чего, с разрешения Папы Римского, сложил с себя епископский сан и удалился во Львов. Шкродский в ходе восстания был избран ректором Варшавского университета, в связи с чем после поражения восстания университет был закрыт на 25 лет. Та же участь постигла и Аппликационную школу, которая, в отличие от университета, больше никогда не открывалась.